# Час (газета)
«Час» — ежедневная латвийская газета на русском языке, выпускавшаяся с 13 августа 1997 года по 7 декабря 2012 года. Выходила шесть, затем пять раз в неделю. В последние месяцы своего существования выходила на 12 страницах формата А2. Приложения: «Деловой Час», «Телепрограмма с дядей Мишей».
Издатель — ИД «Petits» (руководитель — Алексей Шейнин). В ноябре 2012 года руководство издательского дома сообщило о присоединении «Часа» к газете «Вести Сегодня». 7 декабря вышел последний номер.

## История
«Час» позиционировался как позитивная газета для русскоговорящих жителей, успешно интегрировавшихся «в новую жизнь в новой Латвии». Костяк редакции составили несколько десятков сотрудников бывшей комсомольской газеты «Советская молодёжь», во главе с её главредом Александром Блиновым. Газета стала одной из самых влиятельных и выходила тиражом около 20 тыс. экземпляров.

## Издатель
ИД «Petits» был крупнейшим издательским домом во всей Прибалтике.
После кризиса 2008 года у издателя начались финансовые трудности. Владелец «Петита» А. Шейнин пытался спасти положение за счёт продажи бизнеса, баллотировался на выборах в Сейм 2010 года от списка движения предпринимателей «За лучшую Латвию», но это не увенчалось успехом. По данным CrediWeb, 2010 год Petits закончил с падением оборота на треть, до 2,55 млн латов, убытками в размере 577 000 латов (на 70 % больше, чем годом ранее). Тираж газеты уменьшился за 13 лет почти наполовину — с 20 тысяч экземпляров в 1997 году до 10 800 экземпляров в 2010-м. В 2012 году в редакции газеты назвали тираж более 12 тысяч, но цифр реализации назвать не смогли. 
В июне 2011 года 87 % акций ИД «Petits» перешли к украинскому Легбанку, от имени которого выступал латвийский бизнесмен Артур Ересько. Наряду с именем Ересько в качестве истинных владельцев ИД «Petits» упоминались российский сенатор и миллиардер Андрей Молчанов, а также бывший депутат Государственной думы РФ от «Единой России» Эдуард Янаков.
Вопреки опасениям, никакого российского влияния на латвийскую общественную жизнь владельцы газеты не оказывали, однако стали усиленно оптимизировать расходы, урезав зарплаты и отопление в здании, полученном вместе с издательским домом. После присоединения «Часа» к газете «Вести сегодня» была продана другому издателю и самая многотиражная некогда семейная газета «Суббота».

## Присоединение к «Вестям сегодня»
7 декабря был выпущен последний номер одной из крупнейших латвийских ежедневных общеполитических газет на русском языке — «Час», которая была присоединена к газете «Вести сегодня». Часть журналистов перешла на работу в новую редакцию, был создан объединённый редакторат: шеф-редактором был назначен главный редактор «Вестей сегодня» Александр Блинов, а главным редактором — Павел Кириллов, ранее возглавлявший «Час».
Подписчики «Часа» до конца года ежедневно получали «Вести сегодня» и два еженедельных приложения — «Телевизионную программу» и «Телепрограмму с дядей Мишей». Абоненты, уже подписавшиеся на «Час» на 2013 год, с 1 января также получили «Вести сегодня» с приложениями и еженедельно — «Телевизионную программу».
Причиной присоединения «Часа» к «Вестям сегодня» было снижение аудитории русской прессы и популярности печатных СМИ: согласно осеннему рейтингу TNS 2012 года, «Вести Сегодня» числились на 7 месте в десятке лучших, а «Час» в неё не вошёл.
На деле у сокращения русской ежедневной прессы были финансовые причины. «Ежедневная газета может существовать на рынке объёмом 2 миллиона человек. Минимально. А тут целых 4. Это вне законов экономики», — указывал журналист и редактор Юрий Алексеев. Этот прогноз подтвердился в 2014 году, когда были закрыты «Телеграф» и «Бизнес&Балтия», и на рынке Латвии осталась единственная ежедневная газета на русском языке — «Вести сегодня».

## Главные редакторы
- Александр Блинов (1997-1999)
- Андрей Сорокин (1999-2000)
- Ксения Загоровская (2000-2008)
- Павел Кириллов (2008-2012)